# Nikolaas Tinbergen
Nikolaas (Niko) Tinbergen (Hága, 1907. április 15. – Oxford, 1988. december 21.) holland etológus és zoológus, aki 1973-ban Karl von Frischsel és Konrad Lorenzcel megosztva kapta a fiziológiai Nobel-díjat az állatok egyéni és társas viselkedésmintájának leírásáért. Tinbergent tartják – Lorenz mellett – a modern etológia egyik megalapítójának.

## Tanulmányai
Nikolaas Tinbergen 1907. április 15-én született Hágában. Szülei mindketten tanárok voltak; apjának, Dirk Cornelis Tinbergennek doktori fokozata volt nyelvtudományból és középiskolában oktatott holland nyelvet és történelmet. Anyja, Jeanette van Eek elemi iskolában tanított és négy nyelven beszélt. Nikolaas harmadik volt öt gyerekük közül. Legidősebb bátyja, Jan Tinbergen 1969-ben közgazdasági Nobel-emlékdíjban részesült. Gyerekkorában sokat kirándult, megfigyelte a madarakat. Jól sportolt, elsősorban korcsolyázott és gyephokizott. A középiskolában nem teljesített jól, a túlzottan merev, formalizált tanulás nem tudta lekötni; viszont már tizenhat évesen természetrajzi cikkeket írt az ismeretterjesztő folyóiratokba. Az 1925-ös érettségi után szülei javaslatára a nyarat egy kelet-poroszországi madármegfigyelő állomáson töltötte, visszatérése után pedig – bár korábban voltak kétségei, úgy gondolta, hogy a biológia a morfológiáról és osztályozásról szól – beiratkozott a leideni egyetem biológia szakára.
Az egyetem a maga régi vágású anatómiaprofesszoraival részben beigazolta korábbi félelmeit; Tinbergen mindig csak annyit tanult hogy éppen átmenjen a vizsgákon. Emellett azonban rengeteg terepmunkát végzett és minden lehetőséget megragadott a madarak és rovarok szabad természetben végzett tanulmányozására. Megfigyeléseiről egyetemistaként is rendszeresen írt cikkeket és 1930-ban három barátjával közösen "Madársziget" címmel egy könyvet is megjelentetett.
1930-ban megkapta diplomáját és az egyetem zoológiai tanszékén kezdett dolgozni kutatói asszisztensként. Hildebrand Boschma felügyelete mellett megszerezte PhD-ját; disszertációját egy darázsfaj, a méhfarkas viselkedésből írta. A méhfarkas a homokos talajba járatot ás, amibe egy megbénított méhet helyez el; erre ragasztja petéjét, hogy a kikelő lárvának legyen tápláléka. Tinbergen klasszikus kísérletében arra volt kíváncsi, hogy a darázs hogyan ismeri fel az általa kapart járatot és hogyan memorizálja a környező tereptárgyakat (ehhez átrendezte a járat környéki fenyőtobozokat). A korabeli hasonló vizsgálatoktól való legnagyobb eltérés abban volt, hogy nem laboratóriumban figyelte meg az állatot, hanem természetes környezetében. 1932-ben megvédett disszertációja mindössze 29 oldalas volt, a legrövidebb az egyetem történetében.[forrás?] Sietnie kellett azonban, mert beválogatták az 1932-33-as nemzetközi Grönland-expedíció tagjai közé. Április 12-én megszerezte a doktori címet, két nappal később feleségül vette menyasszonyát, Lies Ruttent, néhány héttel később pedig – feleségével együtt – elutazott a sarkvidékre.

## Munkássága

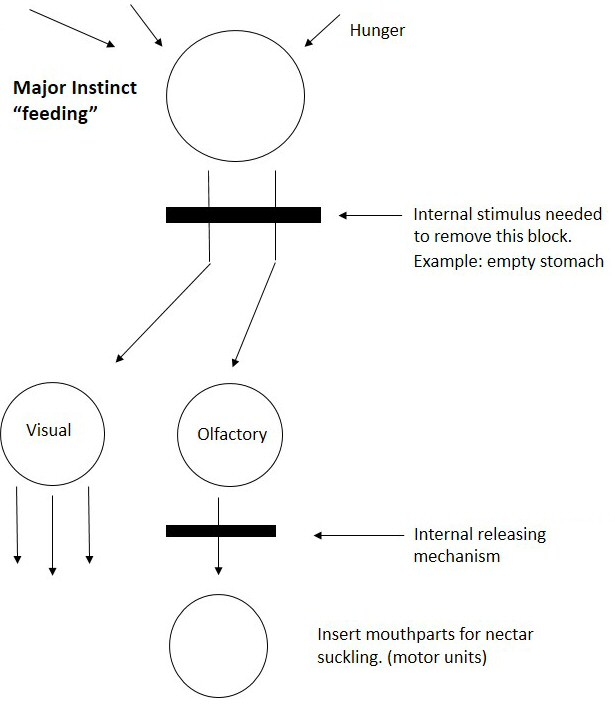
A viselkedés hajtóerőinek hierarchiája Tinbergen szerint

Tinbergen egy évet töltött Grönland keleti részén, Angmassalikban (ma Tassiusaq), tanulmányozta a madarakat, a szánhúzó kutyák viselkedését és különböző eszkimó eszközöket gyűjtött a hágai néprajzi múzeum számára. A hósármány és a vékonycsőrű víztaposó fészek- és területvédő viselkedéséről hazatérése után több közleményt is írt. Az utóbbi fajt különösen érdekesnek találta, mert a tojó volt a színesebb és az védte a territóriumot, míg a hím a fiókákat gondozta.
Miután 1933 őszén visszatért Hollandiába, folytatta a madarak territoriális viselkedésének tanulmányozását. Baráti kapcsolatba került a nála 24 évvel idősebb Johan Bierens de Haannal, aki az "állatpszichológia" legelismertebb holland szaktekintélyének számított. Tinbergen igyekezett egzakt, reprodukálható megfigyeléseket tenni és kritizálta a többi viselkedéskutató hozzáállását, miszerint különböző érzelmeket és hangulatokat tulajdonítottak az állati viselkedés hajtóerejének. Ő sem tagadta ezek létezését, de megmérhetetlennek tartotta őket: "a szubjektív jelenségeket nem lehet objektívan megfigyelni az állatokban, hiábavaló állítani vagy tagadni létezésüket". Ugyanakkor legalább ennyire tévesnek tartotta az amerikai behaviorista iskolát, amely hozzá hasonlóan a viselkedés megfigyelését tartotta elsődlegesnek, de tagadta a veleszületett viselkedésminták, az ösztönök létezését. Tinbergent visszataszította a ketrecekbe zárt, pedálokat mechanikusan nyomogató állatokat vizsgáló behaviorista irányzat.
Az 1930-as években Tinbergen a leideni egyetemen tanított összehasonlító anatómiát és létrehozott egy etológiai műhelyt. Diákjaival a tengerparti homokdűnék rovarvilágot (az Ammophila kaparódarazsat és az Eumenis semele pillangót) kutatták, viselkedésüket igyekeztek különálló szegmensekre bontani és kísérletekkel kideríteni a szegmensek kiváltó okát és következményét. Ugyanezt a módszert alkalmazták az akváriumokban tartott tüskés pikó viselkedésének megfigyelésére. A tudományos közvélemény kezdett felfigyelni Tinbergen új és eredményes metodológiájára. 1936-ban egy leideni konferencián Tinbergen találkozott az osztrák Konrad Lorenzcel és vérmérsékleti különbségeik ellenére azonnal életre szóló barátságot kötöttek. Míg Lorenz inkább filozofikus alkat volt, aki sziporkázva szórta az ötleteket, Tinbergen módszeresen kísérletezett és elemzett. 1937-ben meglátogatta Lorenzet az ausztriai Altenbergben és Lorenz otthon nevelt vadlibáinak megfigyeléséből (a fészekből kigurult tojás visszakotrásának ösztönös jellege) írták egyetlen közös cikküket. Szintén ekkor figyelték meg, hogy a libák ugyanarra a kartonpapírból kivágott, kiterjesztett szárnyú, hosszú farkú, rövid nyakú madárfigurára másképp reagálnak ha előre (amikor ragadozó madárra emlékeztet) vagy ha hátra (ekkor hosszú nyakú, rövid farkú lúdnak látszik) mozog.
A 30-as években végzett kutatásait az 1942-ben megjelent "Az állatok veleszületett viselkedésének objektív vizsgálata" c. könyvében összegezte, amelyben a viselkedés hajtóerőit hierarchiába rendezte: pl. a szaporodás egy alapvető hajtóerő, amely bizonyos környezeti és élettani kiváltó okok fennállása esetén elindít olyan mozgásmintázatokat, mint az udvarlás, fészeképítés vagy agresszió. Ezek a viselkedésformák további összetevőkre bonthatók, mint pl. a fészeképítés esetén az építőanyag keresése. A mozgásmintázatokat Tinbergen örökletesnek tartotta.

## A második világháborúban

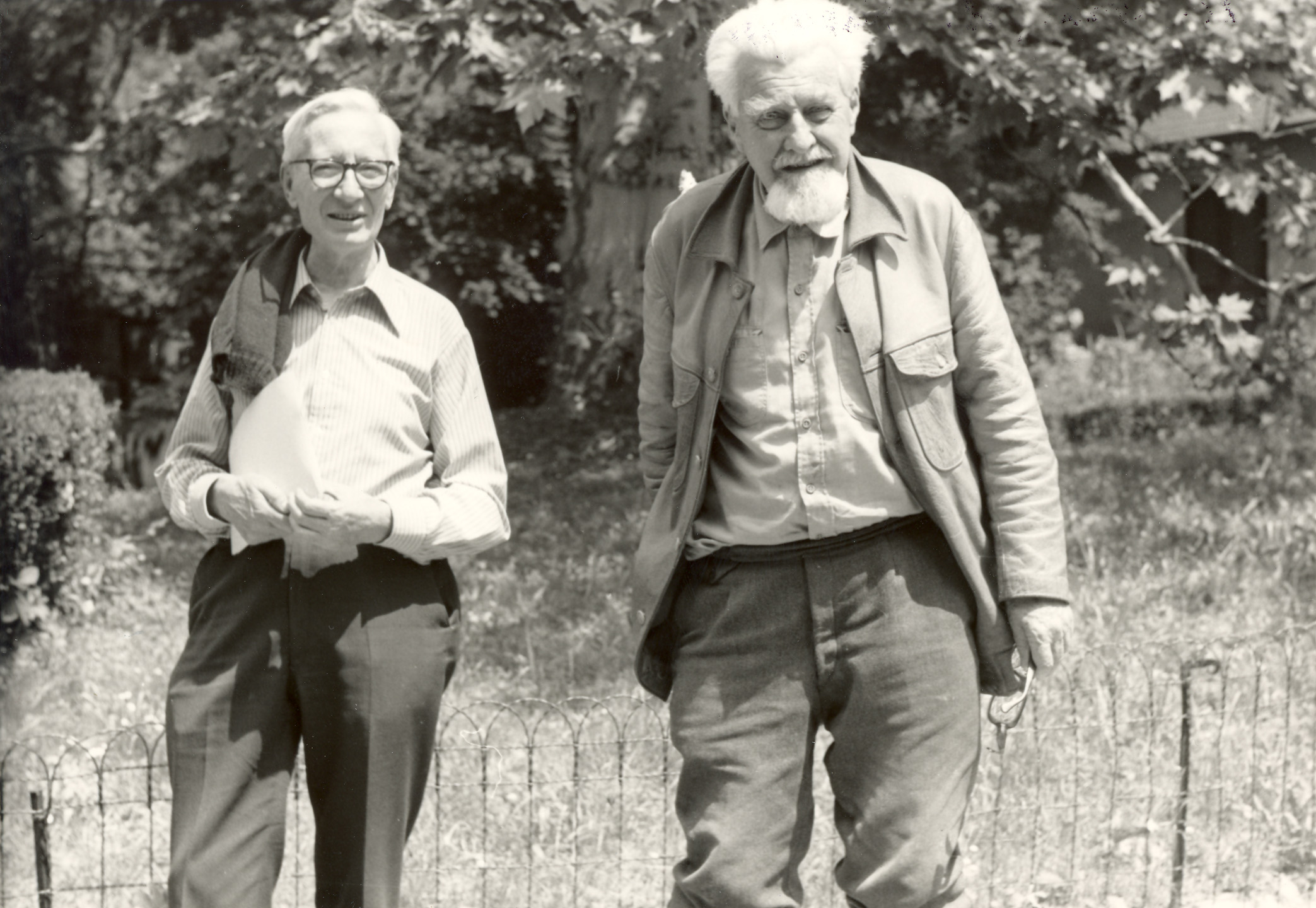
Tinbergen és Lorenz 1978-ban

A második világháború kitörése után Németország 1940 májusában megszállta Hollandiát. 1941-ben a leideni egyetem tanári karának többsége lemondott, tiltakozásul a zsidó kollégáikat érő bánásmód miatt. 1942-ben nagy részüket, köztük Tinbergent a németek letartóztatták és túszként fogva tartották. Viszonylag jó körülmények között voltak egy dél-hollandiai táborban, de az ellenállás akcióira válaszul összességében mintegy húsz embert agyonlőttek közülük. Tinbergen mintegy két évet töltött a táborban, ezalatt megírta a háború után megjelenő és maga illusztrálta "Bevezetés az állatszociológiába" c. könyvét.
1944 szeptemberében kiengedték és visszatérhetett családjához, de még hét hónapig kellett német megszállás alatt élnie, meglehetősen nehéz körülmények között, szűkös élelmiszeradagokkal.
A háború után az egyetem, akárcsak az ország gazdasági nehézségekkel küszködött, ráadásul az öt év alatt kimaradt évfolyamok egyszerre zúdultak a felsőoktatásba. Volt, hogy Tinbergen hétszáz medikusnak tanított állatmorfológiát. 1947-ben kinevezték a kísérletes zoológia professzorává. 1946-ban három hónapos előadókörutat tartott az Egyesült Államokban és Kanadában. Itteni előadásai képezték alapját a nézeteit összefoglaló "Az ösztönről" c. művének, amely 1951-ben jelent meg. Ez volt az első igazi etológiatankönyv.
Bár elismert egyetemi oktató és nemzetközileg is ismert kutató volt, 1949-ben feladta professzori katedráját és az Oxfordi Egyetemen vállalt el egy demonstrátori állást, ami jóval az addig elért szintje alatt volt. Ennek a lépésének oka nem ismert, az egyik lehetőség, hogy nézeteit az angol nyelvű tudományosság egyik központjában is szerette volna terjeszteni (Konrad Lorenz sokáig csak német nyelvterületen volt igazán ismert); de az is lehet, hogy elege lett Hollandiából, a kispolgári provincionalizmusból, a fojtogató szabályokból és a professzorsággal együttjáró adminisztratív terhekből.

## Oxford
Tinbergent a zoológiai tanszék vezetője, Alister Hardy vette rá a váltásra és mire családjával együtt átköltözött és megkezdte munkáját, találtak neki egy előadó tanári státuszt. Hamarosan Oxfordban is alakított egy lelkes diákokból álló etológiaműhelyt; ebben később olyan tanítványai voltak, mint Richard Dawkins, vagy Desmond Morris. Munkáját a norfolki sirálykolóniák tanulmányozásával kezdte, majd ezt kiterjesztette a northumberlandi Farne-szigetekre és az Ír-tenger menti Ravenglassra. Az ösztönről kiadása után Tinbergent (Lorenzcel együtt) széleskörűen elismerték, mint az etológia megalapítóját. Az 50-es években több, a nagyközönség számára is jól érthető könyvet írt, mint A heringsirály világa (1953), A madarak élete (1954) vagy A kíváncsi természetrajzos (1958).
A Tinbergen család soha nem tudott igazán beilleszkedni Oxford szociális életébe, bizonyos mértékben mindig kívülállók maradtak. Ez azonban nem gátolta abban, hogy az 50-es és a 60-as években tanítványaival tovább folytassa sirálykutatásait, amely során ő maga is aktívan részt vett a terepmunkában. Klasszikus, 1962-es kísérletében analizálta a dankasirály viselkedését, amellyel eltávolítja a kikelt tojások héját a fészekből: megállapította a kiváltó ingereket és biológiai funkcióját. 1966-ban véglegesített professzori állást kapott az egyetemen.

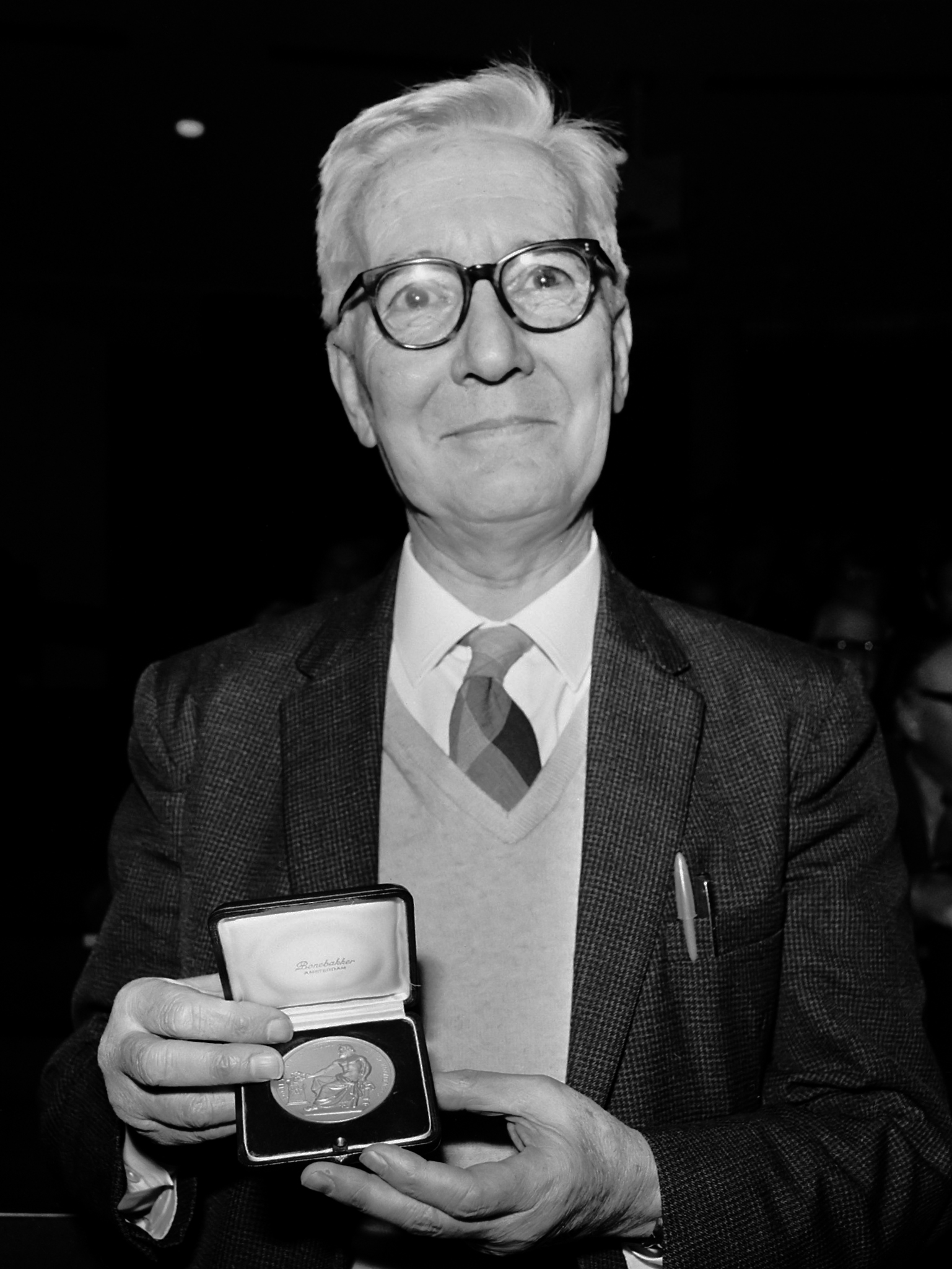
Tinbergen a Swammerdam-éremmel (1973)

Egy 1963-as cikkében (Az etológia céljairól és módszereiről) leírta egy viselkedésmintázat analízisekor felteendő kérdéseket (ami aztán mint "Tibergen négy kérdéseként" vált közismert az etológusok között): 1. mi a szerepe, 2. mi az evolúciós háttere (vagyis a rokon fajokban milyen formában van jelen) 3. mi a mechanizmusa, mi váltja ki 4. hogyan változik az egyed élete során.
Az 1960-as évek végére Tinbergen felhagyott a terepen végzett kutatásokkal, ehelyett egy új szenvedély kerítette hatalmába, természetfilmeket készített. Több éven át forgatott tévéfilmje a heringsirályok életéről 1969-ben dokumentumfilm kategóriában elnyerte a rangos Itália-díjat. Lorenzcel és volt tanítványával, Desmond Morrissal közösen elkezdte alkalmazni tudománya szabályait az emberre is és létrehozták a humánetológiát. Rámutatott arra, hogy az emberi agressziót leszerelő megbékítő viselkedés a nagy távolságról ölő fegyverek kifejlesztése óta képtelen ellátni funkcióját. Feleségével együtt elkezdte a gyerekek (különösen az autista gyerekek) etológiai jellegű vizsgálatát. 1983-ban publikált eredményeiket azonban sokat támadták, különösen azért, mert arra a következtetésre jutott, hogy az autizmusért a hibás szülői viselkedés a felelős.
1973-ban Tinbergen Konrad Lorenzcel és a méhek táncát megfejtő Karl von Frisch-sel közösen elnyerte a fiziológiai Nobel-díjat  “az egyéni és társas viselkedési minták és szerveződésük felderítéséért".
Nyugdíjba vonulása után Tinbergen teljesen visszavonult a tudományos élettől és a filmezéstől is. Egészsége megrendült, hosszú depressziós időszakai voltak. Idejét családjával (három lánya és két fia született) és barátaival töltötte. 1988. december 10-én halt meg agyvérzés következtében, 81 éves korában.

## Elismerései
- Fiziológiai és orvostudományi Nobel-díj (1973)
- a holland tudományos akadémia Swammerdam-érme
- a brit ornitológiai szövetség Godman Salvin-érme

Tagja volt a Holland Királyi Tudományos és Művészeti Akadémiának, a brit Royal Society-nek, az amerikai Nemzeti Tudományos Akadémiának, a német Leopoldinának és tiszteletbeli tagja az Amerikai Művészeti és Tudományos Akadémiának.